# Stanford on Avon
Stanford on Avon – osada w Anglii, w hrabstwie Northamptonshire, w dystrykcie (unitary authority) West Northamptonshire. Leży 25 km na północny zachód od miasta Northampton i 121 km na północny zachód od Londynu.